# الذنبة (إب)
الذنبة هي إحدى قرى الجمهورية اليمنية. وهي تتبع جغرافيًا لمحافظة إب. وإداريًا لمديرية ذي السفال. يبلغ تعداد سكانها 978 نسمة حسب الإحصاء الذي جرى عام 2004.